# Marcos António Portugal
Marcos António da Fonseca Simão, noto come Marcos António Portugal o Marco Portogallo (Lisbona, 24 marzo 1762 – Rio de Janeiro, 17 febbraio 1830), è stato un compositore portoghese di opere e di musica di chiesa.

## Biografia
Figlio di Manuel António da Ascenção e di Joaquina Teresa Rosa, entrò il 6 agosto 1771 al Seminario Patriarcale di Lisbona, dove studiò composizione, organo e canto con il compositore João de Sousa Carvalho: presso questo istituto iniziarono a manifestarsi le sue prime doti musicali.
In seguito ricevette lezioni di canto da un cantante italiano, Borselli, che si esibiva al teatro d'opera di quella città, e di contrappunto da secondo maestro di cappella della cattedrale, di nome Orao. Le sue prime composizioni furono delle canzonette italiane ed alcune arie con orchestra, che scrisse per il teatro di Lisbona. Quando Borselli si trasferì a Madrid, Portogallo vi si recò con lui, ottenendo, grazie al suo interessamento, il posto di accompagnatore al clavicembalo dell'opera italiana.
Il 23 luglio 1783 fu nominato organista e cantante del Seminario e nel 1785, appena ventitreenne, diventò maestro di cappella e direttore del Teatro do Salitre della capitale portoghese, dove sino al 1792 mise in scena una serie di farse e intermezzi al fine di approfondire la propria esperienza di compositore d'opere. In questo periodo adottò il cognome Portugal dal capitano José Correia da Fonseca Portugal, testimone di nozze dei suoi genitori.
L'ambasciatore del Portogallo, che era stato colpito dalla sua genialità durante il suo soggiorno a Madrid, gli fornì i mezzi necessari a recarsi in Italia, dove giunse nel 1787. L'anno seguente, a Torino, scrisse la sua prima opera, L'eroe cinese, che non ebbe il successo che gli amici si attendevano; ma pochi mesi dopo ebbe la sua rivincita con l'opera buffa La bacchetta portentosa, che suscitò l'entusiasmo dei Genovesi per le numerose novità che caratterizzavano i suoi pezzi. Né minor successo ebbe L'astuta, che fece rappresentare a Firenze nella primavera del 1789. E Il molinaro, dato a Venezia per il Carnevale del 1790 consacrò la sua reputazione.
Dopo la rappresentazione di quest'opera, Portogallo fece un viaggio a Lisbona e venne presentato al re che lo nominò maestro di cappella. Tornato in Italia l'anno seguente, scrisse, a Parma, La donna di genio volubile, a Roma La vedova raggiratrice e a Venezia Il Principe Spazzacamino, il cui successo fu tale che la sua fama si propagò per tutta la penisola.
Nel 1792 fu a Napoli per perfezionarsi, dove in brevissimo tempo diventò operativo come operista. Dopo aver ottenuto un successo con il dramma giocoso La confusione della somiglianza nel 1793 a Firenze, durante i successivi sette anni rappresentò diverse opere buffe e farse, che seppero strappare applausi in Italia e in Europa. Durante questo periodo furono ben accolte anche le sue composizioni nel genere serio, e anche in questo fu considerato uno dei migliori compositori dell'epoca, grazie al Demofoonte, rappresentato al Teatro alla Scala di Milano nel 1794 con Giuseppina Grassini e Luigi Marchesi, e soprattutto al Fernando in Messico -considerato il suo capolavoro- che scrisse a Roma nel 1797 espressamente per la voce di Elizabeth Billington. L'anno successivo musicò anche di nuovo, per il Nuovo Teatro Nazionale di Ferrara, il dramma eroico Gli Orazi e i Curiazi, già dato a Venezia nel 1796 per la musica di Domenico Cimarosa: alcune delle arie della sua versione dell'opera sarebbero state in seguito comunemente interpolate nell'edizione di Cimarosa dalla primadonna Giuseppina Grassini, che era stata l'originaria creatrice del ruolo di Orazia.
Tornò in Portogallo nel 1800, dove ricevette la carica di direttore della cappella reale del Teatro Nacional de São Carlos di Lisbona, succedendo così a Francesco Federici ed António Leal Moreira, fratello di sua moglie. Divise questa posizione dal 1803 al 1807 con Valentino Fioravanti, direttore della compagnia dell'opera buffa, mantenendo quindi solamente la direzione di quella dell'opera seria. Ciò spiega perché nel periodo in questione il Portogallo fu particolarmente attivo in questo campo (scrisse ben 12 drammi seri).
Anche se le funzioni di maestro di cappella del re lo obbligavano a frequenti ritorni e prolungati soggiorni a Lisbona, il suo amore per l'Italia lo portavano sempre a ritornare nella penisola, ottenendo unanimi consensi per i suoi lavori.
Nel 1811 si stabilì a Rio de Janeiro diventando direttore del Teatro San João (oggi Teatro João Caetano) e operando nella nuova cappella della famiglia reale (rifugiata in Brasile a causa dell'occupazione del Portogallo da parte delle truppe napoleoniche). Nel 1815 ottenne un congedo che gli permise di fare un ultimo rientro in Italia. In questa occasione scrisse a Milano, per il teatro Re, l'Adriano in Siria.
Tornato in Brasile, nel 1821 le sue condizioni di salute già precarie (aveva subito due attacchi apoplettici nel 1811 e 1817) iniziarono a peggiorare e non gli permisero di rientrare in patria insieme al re; rimase quindi a Rio, dove un terzo attacco d'ictus nel 1830 gli fu fatale.

## Considerazioni sull'artista
Portogallo compose nel corso della sua carriera oltre 40 lavori operistici, attraverso i quali sperimentò tutti i generi dell'opera italiana dell'epoca, ma in nessuno di questi fu eccelso: egli infatti mise in musica farse, drammi giocosi, drammi per musica e seri e intermezzi. Però Stendhal nella Vita di Rossini, scrive sul Portogallo, accomunandolo, in un giudizio negativo, ad altri compositori contemporanei: "In questo senso, Mozart ha spianato la via a Rossini, la cui immensa reputazione data solo dal 1815, e che, sorgendo all'orizzonte, non ha trovato come rivali che Pavesi, Mosca, Guglielmi, Generali, Portogallo, Nicolini e gli ultimi epigoni dello stile dei Cimarosa e dei Paisiello. Questi signori ricoprivano un po' lo stesso ruolo che hanno oggi in Francia gli ultimi imitatori dello stile epico e magnifico, e delle scene nobili di Racine. Erano sicuri di essere applauditi, estremamente lodati, e con un bello stile; ma in fondo all'animo dei loro estimatori rimaneva sempre un po' di noia...".
La sua fama è legata principalmente alle sue opere comiche. I suoi lavori più noti sono La confusione della somiglianza, Lo spazzacamino principe, La donna di genio volubile, Le donne cambiate, Non irritar le donne - che inaugurò, per espresso volere di Napoleone, il Théâtre Italien a Parigi - L'oro non compra amore. Egli è stilisticamente debitore della tradizione napoletana di Domenico Cimarosa, ma si limitò all'impiego ripetitivo degli elementi tipici di quell'epoca.
Oltre a ciò, compose costantemente musica sacra, tranne nel periodo in cui fu attivo in Italia: alcuni suoi pezzi sono scritti espressamente per i sei organi della Basilica di Mafra. Compose ancora modinhas - canzonette portoghesi - e musica patriottica. Come primo compositore dello Stato, sostituendo João de Sousa Carvalho, compose musica per le principali cerimonie reali. Si prese anche cura dell'educazione musicale dei principi, scrivendo riduzioni per pianoforte e voci della sua musica scenica.

## Opere
- Os bons amigos (farsa o intermezzo, 1786, Lisbona)
- A casa de café (farsa o intermezzo, 1787, Lisbona)
- A castanheira ou a Brites Papagaia (intermezzo, 1788, Lisbona)
- L'eroe cinese (1788, Torino)
- La Bacchetta portentosa (1788, Genova)
- L'Astuta (1789, Firenze)
- O amor conjugal (dramma serio, 1789. Lisbona)
- O amor artifice (farsa o intermezzo, basato sul libretto L'amore artigiano di Carlo Goldoni, 1790, Lisbona)
- A noiva fingida (dramma giocoso, traduzione del libretto Le trame deluse di Giuseppe Maria Diodati, 1790, Lisbona)
- Il molinaro (1790, Venezia)
- La donna di genio volubile (1791, Parma)
- La vedova raggiratrice (1791, Roma)
- Il Principe Spazzacamino (1791, Venezia)
- O amante militar (intermezzo, da Carlo Goldoni, 1791, Lisbona)
- O lunático iludido (O mondo da lua) (dramma, traduzione del libretto Il mondo della luna di Carlo Goldoni, 1791, Lisbona)
- La confusione della somiglianza o siano I due gobbi (dramma giocoso, libretto di Cosimo Mazzini, 1793, Firenze)
- Il poeta in campagna (dramma giocoso, libretto di Saverio Zini, 1793, Parma)
- Il Cinna (dramma serio, libretto di Angelo Anelli, 1793, Firenze)
- Rinaldo d'Este (commedia per musica, libretto di Giuseppe Maria Foppa, 1794, Venezia)
- Lo spazzacamino principe (commedia per musica, libretto di Giuseppe Maria Foppa, 1794, Venezia)
- Demofoonte (dramma per musica, libretto di Pietro Metastasio, 1794, Teatro alla Scala di Milano con Giuseppina Grassini e Luigi Marchesi)
- La vedova raggiratrice o siano I due sciocchi delusi (dramma giocoso, 1794, Firenze)
- Lo stratagemma ossiano I due sordi (intermezzo, libretto di Giuseppe Maria Foppa, 1795, Firenze)
- L'avventuriere (farsa, libretto di Caterino Mazzolà, 1795, Firenze)
- L'inganno poco dura (commedia, libretto di Saverio Zini, 1796, Napoli)
- Zulima (dramma per musica, libretto di Francesco Gonella di Ferrari, 1796, Firenze)
- La donna di genio volubile (dramma giocoso, libretto di Giovanni Bertati, 1796, Venezia)
- Il ritorno di Serse (dramma serio, libretto di Francesco Gonella di Ferrari, 1797, Firenze)
- Le donne cambiate (farsa, libretto di Giuseppe Maria Foppa, 1797, Venezia)
- Fernando nel Messico (dramma per musica, libretto di Filippo Tarducci, 1798, Venezia)
- La maschera fortunata (farsa, libretto di Giuseppe Maria Foppa, 1798, Venezia)
- L'equivoco in equivoco (farsa, libretto di Giuseppe Maria Foppa, 1798, Verona)
- Gli Orazi e Curiazi (tragedia per musica, libretto di Simeone Antonio Sografi, 1798, Ferrara)
- La madre virtuosa (operetta di sentimento, libretto di Giuseppe Maria Foppa, 1798, Venezia)
- Alceste (tragedia per musica, libretto di Simeone Antonio Sografi, 1798, Venezia) al Teatro La Fenice con Giuseppina Grassini
- Non irritar le donne ossia Il chiamantesi filosofo (farsa, libretto di Giuseppe Maria Foppa, 1798, Venezia)
- La pazza giornata ovvero Il matrimonio di Figaro (dramma comico per musica, libretto di Gaetano Rossi, 1799, Venezia)
- Idante ovvero I sacrifici d'Eccate (dramma per musica, libretto di Giovanni Schmidt, 1800, Teatro alla Scala di Milano)
- Adrasto re d'Egitto (dramma per musica, libretto di Giovanni De Gamerra, 1800, Lisbona)
- La morte di Semiramide (dramma serio, libretto di Giuseppe Caravita, 1801, Lisbona)
- La Zaira (tragedia per musica, libretto di Mattia Botturini, 1802, Lisbona)
- Il trionfo di Clelia (dramma serio, libretto di Simeone Antonio Sografi, 1802, Lisbona)
- La Sofonisba (dramma serio, libretto di Del Mare, 1803, Lisbona)
- La Merope (dramma serio, libretto di Mattia Botturini, 1804, Lisbona)
- L'oro non compra amore (dramma giocoso, libretto di Giuseppe Caravita, 1804, Lisbona)
- Il duca di Foix (dramma per musica, libretto di Giuseppe Caravita, 1805, Lisbona)
- Ginevra di Scozia (dramma eroico per musica, libretto di Gaetano Rossi, 1805, Lisbona)
- La morte di Mitridate (tragedia per musica, libretto di Simeone Antonio Sografi, 1806, Lisbona)
- Artaserse (dramma serio, libretto di Pietro Metastasio, 1806, Lisbona)
- Omar re di Temagene (1810, Modena)
- A saloia namorada (farsa, libretto di Domingos Caldas Barbosa, 1812, Rio de Janeiro)
- Adriano in Siria (dramma serio per musica, 1815, Milano)
- Augurio di felicità ossia Il trionfo d'amore (serenata, libretto di Marcos António Portugal, su Pietro Metastasio, 1817, Rio de Janeiro)